# Хантыведение
Хантыведение — комплексная востоковедческая дисциплина изучения хантов и хантыйского языка как часть изучения обских угров. Учёные, занимающиеся хантыведением, называются хантыведы.
Основоположником российского хантыведения является Николай Иванович Терёшкин.

## Периоды развития

### Исследования
Систематические изучение хантыйского языка началось в XIX веке, когда экспедицию в места проживания ханты и манси совершил венгерский исследователь Антал Регули. Однако до того русские поселенцы имели опыт общения с остяками и вогулами, с которых они собирали дань, в течение нескольких предшествующих веков; также язык интересовал православных христианских священников.
Финский этнограф Ууно Таави Сирелиус (1872-1929) совершил два путешествия к остякам в 1898 и 1899-1900 годах, описав их быт, обычаи, язык. Заметки Сирелиуса перевела с финского на немецкий язык и опубликовала в Хельсинки Ингрид Шеллбах в 1983 году в книге «Путешествие к остякам» (Reise zu den Ostjaken), снабдив предисловием и перечнем этнографической коллекции финского учёного, составленным И. Лехтинен. В 2001 году этот труд выпустило на русском языке издательство Томского университета, публикацию подготовила Н.В. Лукина. 
В 1929 г. сборник «Советский Север» впервые ознакомил советскую общественность с природными условиями, бытом, культурой и историей коренного населения Севера. На VI расширенном Пленуме Комитета Севера А. Е. Скачко в 1929 г. поднял вопрос  землеустройства малых народностей Севера, представлявшегося многим территорией, «где на одного человека приходятся сотни километров земли», где население с землей не связано, где оно не имеет постоянного места жительства, вечно «бродит» без всякого порядка и системы, «теряясь в бескрайних пространствах никем не измеренной и никем даже не исхоженной земли», чтобы землеустройство стало основой в программу государственных мероприятий и её финансирования.
«Суровость, пустынность, «дикость» Севера очень часто доказывались «фактом вымирания» северных коренных народов («инородцев», по терминологии рубежа XIX – первой трети XX в.). В конце XIX начале – XX в. в обыденном сознании сложился образ вымирающих народов севера, не выдерживающих натиска «цивилизации», выразившейся в форме «спирта, сифилиса и торгового обмана». Эти представления были достаточно широко распространены как в обществе, так и в органах власти в 1920-е гг», – подчёркивает Е.Гололобов.
Советский угровед В.Н. Чернецов выявил двухкомпонентность культуры обских угров: для них характерны как черты, характерные для скотоводов-кочевников степи, так и для таёжных охотников и рыболовов. Это мнение поддерживают и современные исследователи.
Уникальным и ярким в культуре ханты и обских угров является культ медведя, который изучали А. Каннисто [1906], В.Н. Чернецов [1950], Н.И. Новикова [1979, 1980, 1995], Е. Шмидт [1984,1989]. Особенно полно его изучила Е.Шмидт в диссертации "Традиционное мировоззрение северных обских угров по материалам культа медведя" [1989].

### Просвещение как задача социалистических преобразований
В марте 1922 г. при Народном Комиссариате по делам национальностей был организован подотдел по управлению и охране первобытных племен Севера России, который должен был вести культурно-просветительную работу и приобщать коренное население Сибири к социалистической культуре Советской России. Конкретная реализация этих задач была поручена  национальному отделу при Тюменском губисполкоме и комитетам Севера при Уральском областном исполнительном комитете и Тобольском окружном исполнительном комитете. 
С первых шагов Советская власть столкнулась с проблемой почти полной неграмотности местных жителей, начав создавать первые национальные школы: в 1924 г. - хантыйскую, в 1925 г. - мансийскую.
Для адаптации коренных народов к советской культуре в 1925 году был создан Северный институт Ленинградского государственного университета, в 1930 году трансформировавшийся в самостоятельный Институт народов Севера. 
Задача ликвидации неграмотности осложнялась кочевым образом жизни хантов, поэтому в 1929 г. в Угуте организовали первую школу-интернат, для которой привезли большой двухэтажный особняк, которую представители коренных народов игнорировали. В 1920-30-е годы удалось создать зачатки сети начальных школ, где работали учителя-энтузиасты.  Окончив Институт народов севера, вернулся на родину и создал первые буквари на родном языке П.Е. Хатанзеев. В 1930 г. была издана его «Ханты-книга»,  на обдорском говоре северной диалектической группы хантыйского языка.
Общепринятое мнение о Севере как территории, непригодной для жизни, начал опровергать С. А. Бутурлин, сравнивший его со  Средним Поволжьем, где «почти каждую зиму доходят морозы до –43 °С, а в 1892 г. доходили до –52 °С, и никто еще не находил жизнь в Самаре, Ульяновске или Казани несносной из-за морозов». 
Виталий Бианки, проехав в 1930 г. с художником В. Курдовым по северу Западной Сибири, проникся романтическими чувствами к этому краю, отразив их в книге «Конец земли». В этой поездке писатель познакомился с первым директором Кондо-Сосьвинского заповедника В. В. Васильевым и в переписке с ним признавался: «Погостил на Сосьве, теперь гощу в Питере – и тянет, тянет опять в урман».

## Хантыведы
- Куста Карьялайнен
- Ууно Таави Сирелиус
- Вольфганг Штейниц
- Пётр Ефимович Хатанзеев
- Алексей Николаевич Баландин
- Николай Иванович Терёшкин
- Павел Кузьмич Животиков
- Андрей Данилович Каксин
- Наталья Борисовна Кошкарёва
- Валентина Николаевна Соловар